# Hetaerius ferrugineus
Hetaerius ferrugineus (лат.) — вид мирмекофильных жуков-карапузиков (Histeridae). Палеарктика: Европа, Казахстан, Средняя Азия. 

## Описание
Мелкие жуки округлой формы. Длина тела 1,3—1,6 мм. Окраска буро-жёлтая или красно-бурая. Скапус (стебелёк усиков) уплощённый, лопастевидно расширяется к вершине. Имеют трихомы — волосковидные железы, выделяющие вещества, которые муравьи с удовольствием слизывают. В гнёздах муравьёв родов Formica, иногда и у видов родов Polyergus, Lasius, Myrmica и Tetramorium. Питаются мёртвыми муравьями и личинками (иногда и живыми личинками).